# 東涌站 (東涌綫)
東站是一個位於香港新界離島區大嶼山東涌市中心，屬於港鐵東涌綫的鐵路車站，同時也是東涌綫的終點站，並是離島區首個鐵路車站及唯一一個地底車站，於1998年6月22日啟用。

## 車站構造

### 樓層
東涌站共設4層，車站由青木建設負責興建。大堂上方為連接東薈城及富東商場的行人天橋，該行人天橋內部並設有商店；大堂及出入口設於地面；大堂下的L1層為機房及機場鐵路分段維修中心辦公室及小型維修工場；而月台則設於L2層。
- 東涌站大堂建築外觀（2025年8月）

| -                              | 行人天橋                                 | 行人通道、商店 |   |  |
| G                              | 大堂                                     | 出入口、客務中心、商店、自助服務 |   |  |
| L1                             | 機場鐵路分段維修中心辦公室及小型維修工場 | 機場鐵路分段維修中心辦公室及小型維修工場 |   |  |
| L2                             | 月台                                     | \| \| \| 東涌綫往香港（欣澳 · 未來：東涌東） \| 2 \| \| \| 島式 · ↑開左邊车门 ↓開右邊车门 \| \| \| \| \| \| \| \| 東涌綫往香港（欣澳 · 未來：東涌東） \| 1 \| \| \| \| 1 \| 未來東涌綫往東涌西（終點站） \| \| \| |   |  |
|                                |                                          | 東涌綫往香港（欣澳 · 未來：東涌東） | 2 |  |
| 島式 · ↑開左邊车门 ↓開右邊车门 |                                          | |   |  |
|                                |                                          | 東涌綫往香港（欣澳 · 未來：東涌東） | 1 |  |
|                                | 1                                        | 未來東涌綫往東涌西（終點站） |   |  |

### 大堂
東涌站大堂位於地面，而大堂內亦設有不同類型的商店、自助服務設施、香港郵政郵箱以及港鐵「數碼服務站」等。
- 車站大堂（2025年8月）
- 大堂付費區內的商店（2022年5月）

### 月台
車站設有一座島式月台，兩個月台於啟用前均已裝設月台幕門。
由於東涌綫班次不頻密，無須長時間同時使用兩個月台，故在平日非繁忙時間列車通常只使用一個月台上落客。
- 1、2號月台（2022年5月）
- 位於月台中央的下班車指示燈箱，而燈箱的箭頭為提示乘客下一班載客列車開出的月台（2022年5月）

### 行人天橋
位於車站大堂上方設有連接東薈城及富東商場的密封式行人天橋，該行人天橋並沒有設置任何站內通道連接車站大堂，而天橋內部亦設有數間商店。
- 行人天橋內部（2021年3月）

### 出入口
|                                      |              | |      |
| 編號                                 | 指示         | 建議前往的目的地 | 圖片 |
| 出口 · A · 盲道标志 · 无障碍通道标志 | 富東邨       | 富東邨、富東廣場、香港聖公會東涌綜合服務、東涌互助幼兒中心、北大嶼山醫院、東堤灣畔（第一至三座）、東涌健康中心、逸東邨、裕東苑 |      |
| 出口 · B · 盲道标志 · 无障碍通道标志 | 昂坪360      | 昂坪360東涌纜車站東涌市中心巴士總站、東涌站巴士總站、離島民政諮詢中心（東涌）、Sunshine House 國際幼稚園（東涌）、達東路花園、香港女童軍總會賽馬會東涌活動中心、東涌小炮台、東堤灣畔（第五至九座）、東涌游泳池                                                              |      |
| 出口 · C · 同层                      | 東薈城名店倉 | 映灣園、映灣薈、東薈城名店倉、藍天海岸、香港東涌世荗福朋喜來登酒店、嗇色園主辦可譽中學暨可譽小學、影岸‧紅、水藍天、靈糧堂怡文中學、靈糧堂秀德小學、東涌市政大樓、諾富特東薈城酒店、海堤灣畔、香港東涌世茂喜來登酒店、香港銀樾美憬閣精選酒店、東涌新發展碼頭、裕雅苑、裕泰苑 |      |
| 出口 · D · 无障碍通道标志            | 富東街       | 東環、青松侯寶垣小學、食環署東日街市、香港教育工作者聯會黃楚標中學、保良局馬錦明夫人章馥仙中學、香港佛教聯合會東涌活動中心、寶安商會溫浩根小學、昇薈、東涌天主教學校、東涌北公園                                                                                            |      |
| 註： 設有 \| 設有 \| 設於同一層      |              | |      |

### 車站藝術
現時東涌站設有一組車站藝術品，位於車站大堂中央位置。
|  | 《連》 | 劉小康（香港） | 東涌站大堂 | 2003年12月 |

## 接駁交通
在東涌站旁的東薈城外設有公共運輸交匯處，乘客亦可在東涌站下車轉乘城巴和龍運巴士聯合營辦的機場巴士S1線前往香港國際機場或轉乘城巴S52線前往機場後勤區、飛機維修區，或轉乘不同的巴士路線前往逸東邨或大嶼山南部各地。乘客同時可在此站步行至東涌纜車站轉乘昂坪360纜車前往昂坪。
- 東涌市中心穿梭巴士等候區（2021年3月）
- 東涌市中心巴士總站（2021年3月）

## 歷史

### 變更

#### 改建行人天橋
原有大堂上方的玻璃幕牆行人天橋於2012年進行改建並增設商店，改為密封式設計，因此大堂及天橋的使用者並不能互相對望對方位置。

#### 增設飲水機
2018年10月3日，經區議員爭取多年下，港鐵在大堂近D出入口加裝飲水機作試驗，有不少人也支持計劃。

#### 加裝扶手電梯
車站於1998年6月22日啟用時大堂與月台之間預留了一組扶手電梯的空間，但至2020年3月才展開加裝工程，並於2021年5月竣工。

### 反修例期間事件

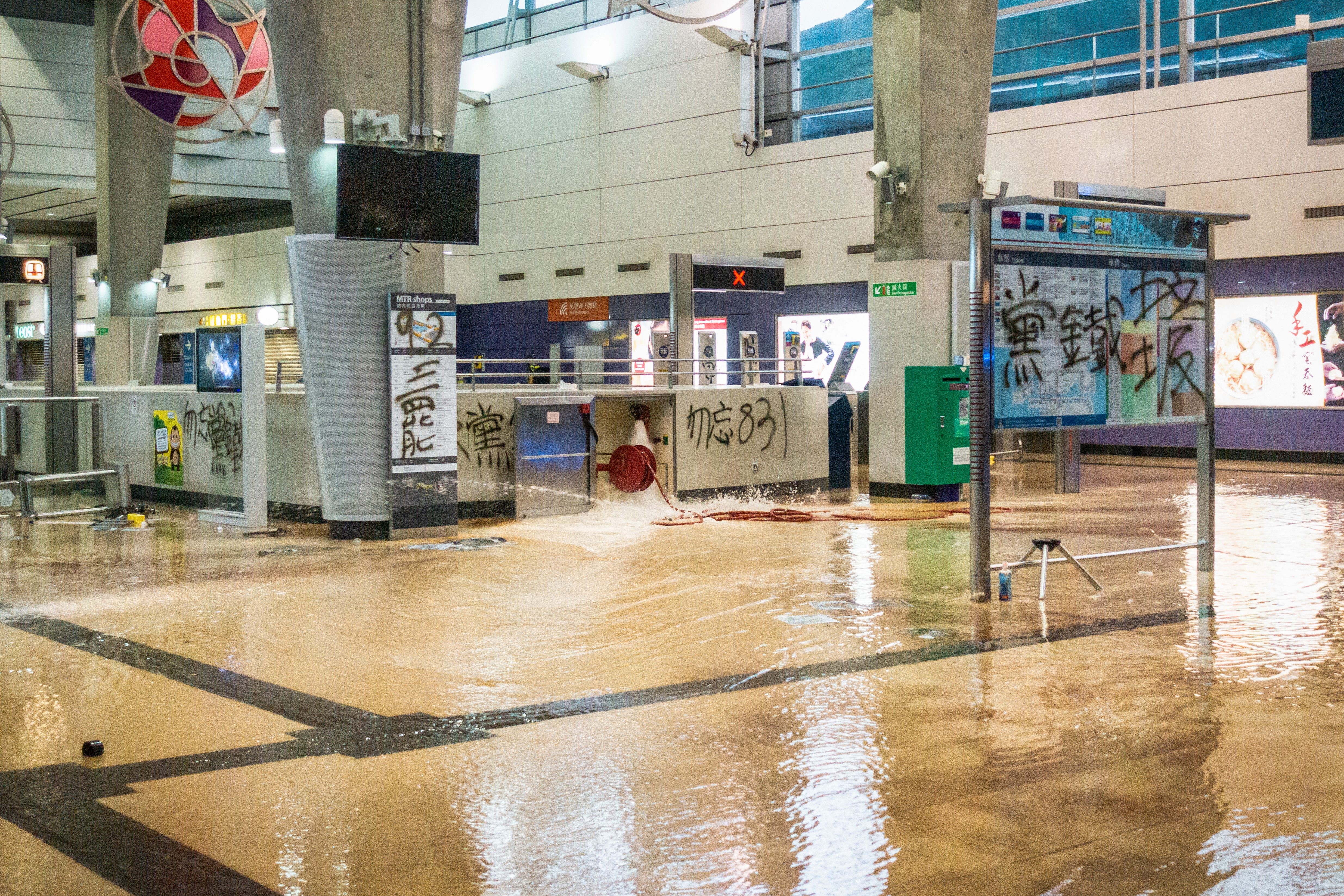
示威者在乘客離開東涌站後，在站內破壞設施，甚至開啟消防喉放水，導致大堂水浸

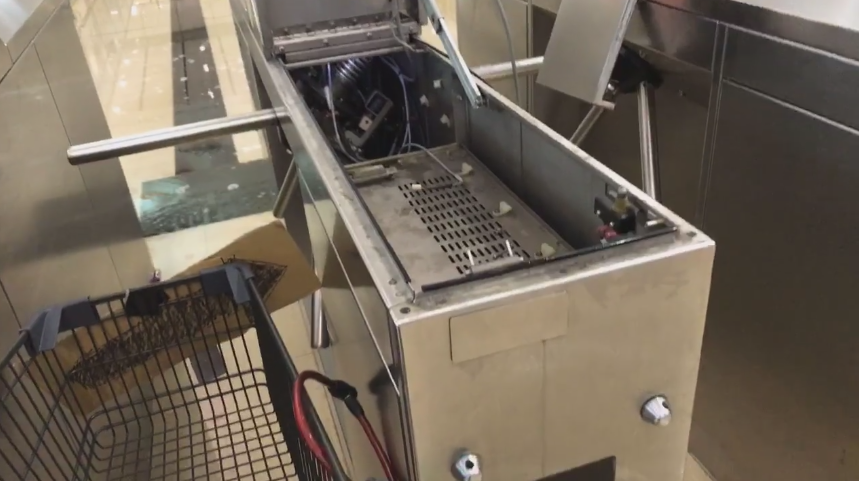
出入閘機蓋板被撬起，零件外露

- 2019年9月1日，香港國際機場和東涌站附近有示威活動，而當日下午約5時，一批示威者進入東涌站大堂以錘子、棍棒、雨傘及噴漆等工具破壞車站設施，車站出入閘機蓋板被撬起，零件外露，屏幕、路綫圖、告示板等被噴上抗議字句。車站控制室玻璃及售票機屏幕亦被擊碎，部分人破壞門鎖並闖入控制室內搗亂，亦有人打開消防喉不斷噴水，最後該批示威者四散。港鐵於下午6時許宣佈由於受大規模破壞，東涌綫全綫暫停以保障乘客及員工安全。直至當日下午6時45分左右，有防暴警員及速龍小隊進入東涌站，但未見示威者，其後進入月台兩列停泊的列車上檢查穿著黑衣的市民的身分證，有乘客表示害怕。因為東涌站提早關閉，有來自市區的示威者表示須步行近3個小時前往青馬大橋返回市區[9][10]。

- 有示威者向出入閘機灑水
- 有示威者打開消防栓放水，導致大堂水浸
- 職員通道水浸，出入閘機的零件散落至地面
- 職員範圍內的清潔房

- 2019年9月7日「和你飛3.0」行動，有約200名市民在大堂聚集，要求警方離開。其後有示威者破壞東涌站的閘機，防暴警員出示黃旗警告。一批示威者離開東涌站後，抵達太子站。而有防暴警員於車站外進行驅散，推進至達東路後防暴警員才上車離去[11]

- 有約200名市民在東涌站大堂聚集
- 大量警員在出入口
- 數名「守護孩子」的銀髮族成員到場與防暴警察討論

- 2019年10月4日，在反《禁蒙面法》示威下，東涌站其中一個出入口遭人縱火，而大部分玻璃都被人破壞。
- 2019年10月6－7日，因應特別情況，東涌站及欣澳站關閉，東涌綫服務會以青衣站為終點站。
- 2019年11月14日，東涌站多次受示威者闖入破壞，月台幕門玻璃遭打碎（其中2號月台的較為嚴重），客務中心玻璃毀爛，站內其他設施，如大堂玻璃和售票機等也受破壞。多日來東涌綫只維持來往香港站至欣澳站，來往欣澳站至東涌站的一段，港鐵只能在情況許可下提供免費接駁巴士服務。除此以外，東涌站多次需於晚上提早關閉。

- 1號月台，少量幕門被釘上木板或鋼板
- 2號月台，大部分幕門被釘上木板或鋼板
- 加設鐵門及鐵板後的D出口

### 引用
1. 1 2 3 4   (PDF). 港鐵公司.   [2020-02-19]. （原始内容存档 (PDF)于2021-03-23）.
2. 1 2 3  港鐵公司. . 港鐵公司. 2010年3月.
3. 1 2  . 港鐵. 港鐵公司.   [2020年2月29日]. （原始内容存档于2020年2月21日） （中文（繁體））.
4. ↑  . 港鐵網頁. 港鐵公司.   [2022年1月29日]. （原始内容存档于2011年2月20日） （中文（香港））.
5. ↑  . 香港郵政網頁. 香港郵政.   [2014年5月6日]. （原始内容存档于2014年5月6日） （中文（香港））.
6. ↑  . 港鐵網頁. 港鐵公司.   [2022年1月29日]. （原始内容存档于2016年8月26日） （中文（香港））.
7. ↑  .   [2022-04-02]. （原始内容存档于2022-04-02）.
8. ↑  李穎霖. . 香港01. 2018-10-03  [2018-10-15]. （原始内容存档于2021-03-23）.
9. ↑  . 明報. 2019-09-02  [2019-09-03]. （原始内容存档于2019-09-02）.
10. ↑  YouTube上的2019年9月1日無綫新聞：東涌站被破壞
11. ↑  . （原始内容存档于2019-09-15）.

## 外部連結
- 港鐵公司－東涌站街道圖 （页面存档备份，存于）
- 港鐵公司－東涌站位置圖 （页面存档备份，存于）
- 港鐵公司－東涌站列車服務時間 （页面存档备份，存于）